# Corpus Nummorum Italicorum
Il Corpus Nummorum Italicorum, noto anche come CNI, è stato scritto da Vittorio Emanuele III di Savoia coadiuvato dai più esperti numismatici dell'epoca.
Primo tentativo di un catalogo generale delle monete medievali e moderne coniate in Italia o da Italiani in altri Paesi. È ancora oggi fondamentale per lo studio e la classificazione delle emissioni delle diverse Zecche italiane a partire dal Medioevo. L'opera, inizialmente prevista in 10-12 volumi, rimase incompiuta a causa dello scoppio della seconda guerra mondiale.
È composta da 20 monumentali volumi azzurro pallido (il colore di Casa Savoia), salvo gli esemplari mandati in dono a capi di Stato e collaboratori che sono rilegati in tela azzurra col taglio superiore d'oro. Il primo volume fu pubblicato nel 1910, il ventesimo (rarissimo) nel 1943.
Il sesto volume, comprendente le Zecche minori delle Tre Venezie, della Dalmazia e dell'Albania, uscì in ritardo, dopo le pubblicazioni del settimo ed ottavo volume. Ciò va ricercato nell'attesa dell'esito della prima guerra mondiale. Alla Corte di Vienna non vedevano di buon occhio che officine monetarie entro i confini dell'allora Impero Austroungarico venissero inserite nel Corpus e incaricarono il numismatico roveretano Quintilio Perini di scrivere al re d'Italia, pregandolo che volesse almeno pubblicare le monete di quelle zecche come supplemento alla fine del volume. A questo desiderio il re non volle corrispondere, perché avendo già pubblicato monete di regioni come la Corsica, la Savoia e il Canton Ticino, che non facevano più parte dell'Italia, non intendeva derogare dalla regola per quelle del Trentino e dell'Istria. Quintilio Perini fu accusato dagli austriaci di alto tradimento e andò esule a Milano fino al termine della guerra, il sesto volume fu pubblicato quattro anni dopo, nel 1922.

## Elenco dei Volumi
Di seguito l'elenco dei volumi che raggruppano le zecche.
- Volume 1 CASA SAVOIA, Torino, Chambéry e le altre sedi dei Savoia, 1910
- Volume 2 PIEMONTE e SARDEGNA tranne le sedi dei Savoia già sul volume 1, 1911
- Volume 3 LIGURIA e CORSICA, 1912
- Volume 4 LOMBARDIA (tranne Milano), 1913
- Volume 5 LOMBARDIA (Milano), 1914
- Volume 6 VENETO zecche minori (tranne Venezia), DALMAZIA, ALBANIA, 1922
- Volume 7 VENEZIA 1º tomo (dall'814 fino al doge Marino Grimani), 1915
- Volume 8 VENEZIA 2º tomo (dal doge Leonardo Donà al 1866), 1917
- Volume 9 EMILIA 1º tomo (parte occidentale da Piacenza a Modena), 1925
- Volume 10 EMILIA 2º tomo (parte orientale, da Bologna alla costa), 1927
- Volume 11 TOSCANA (tranne Firenze), 1929
- Volume 12 TOSCANA (Firenze), 1930
- Volume 13 MARCHE, 1932
- Volume 14 UMBRIA, LAZIO (zecche minori), 1933
- Volume 15 ROMA 1º tomo – Dalla caduta dell'impero romano al 1572, 1934
- Volume 16 ROMA 2º tomo – Dal 1572 al 1700, 1936
- Volume 17 ROMA 3º tomo – Dal 1700 al 1870 (dopo il 1870 volume 1), 1938
- Volume 18 ITALIA MERIDIONALE CONTINENTALE (zecche minori), 1939
- Volume 19 ITALIA MERIDIONALE CONTINENTALE (Napoli 1º tomo – Dal 665 al 1556), 1940
- Volume 20 ITALIA MERIDIONALE CONTINENTALE (Napoli 2º tomo - Da Filippo II alla chiusura della Zecca), 1943 mai ufficialmente pubblicato